# Binghamton (New York)
Binghamton ist eine Stadt im Broome County und dessen Verwaltungssitz im US-Bundesstaat New York. Binghamton liegt an der Einmündung des Chenango River in den Susquehanna River und hat 47.969 Einwohner (Stand: 2020).
Binghamton war Gründungsort von IBM. Hier befindet sich die Binghamton University. In Binghamton werden von McIntosh Laboratory die gleichnamigen High-End-HiFi-Geräte produziert.
Am 3. April 2009 geriet Binghamton in die Schlagzeilen, als das Gebäude der American Civic Association (ACA) Schauplatz eines Geiseldramas wurde, bei dem 13 Geiseln und im Verlauf des Geschehens der 41-jährige Täter ums Leben kamen.

## Geschichte
Die moderne Geschichte der Gegend begann mit der Ankunft von Truppen der Sullivan-Expedition im Zuge des Amerikanischen Unabhängigkeitskrieges im Jahre 1779. Der neu gegründete Ort wurde nach William Bingham, einem reichen Philadelphier, der im Jahre 1786 ungefähr 4.000 Hektar Land kaufte, benannt.
In der zweiten Hälfte des 19. Jahrhunderts nach dem amerikanischen Bürgerkriege erfuhr die Stadt einen starken wirtschaftlichen Aufschwung, v. a. wegen der Ansiedlung von Fabriken, die von Zigarren und Kleidungsstücken über Möbelstücke bis hin zu Waschmaschinen viele Güter des damaligen modernen Lebens herstellten.

## Städtepartnerschaften
Binghamton ist seit 1987 mit La Teste-de-Buch in Frankreich und seit 1990 mit Borowitschi in Russland verschwistert.

## Söhne und Töchter der Stadt
- John C. Robinson (1817–1897), Offizier und Politiker
- Raymond Bartlett Stevens (1874–1942), Politiker
- Hugh Herbert (1884–1952), Komiker, Sketchschreiber und Schauspieler
- Leon Hardy Canfield (1886–1980), Historiker und Pädagoge
- Jack Sharkey (1902–1994), Boxer und der Weltmeister im Schwergewicht
- Philip Medford LeCompte (1907–1998), Pathologe
- Chris Griffin (1915–2005), Jazztrompeter
- Sy Mann (1920–2001), Jazz- und Unterhaltungsmusiker
- William B. Buffum (1921–2012), Diplomat
- William L. Moore (1927–1963), Briefträger und Bürgerrechtler
- Audrey Thomas (* 1935), kanadische Schriftstellerin und Hochschullehrerin
- Robert Jager (* 1939), Komponist und Dirigent
- Gerald Dino (1940–2020), ruthenisch griechisch-katholischer Geistlicher und Bischof von Phoenix
- Sander A. Diamond (1942–2018), Historiker
- Richard T. Swope (1942–2011), Generalleutnant der United States Air Force
- Michael H. Walsh (1942–1994), Manager
- David Weisman (1942–2019), Filmproduzent, Regisseur und Grafikdesigner
- Mark Harvey (* 1946), Jazz-Trompeter und -Komponist
- Richard Buckley (1948–2021), Modejournalist
- Rick Baker (* 1950), Maskenbildner und Schauspieler
- David Sedaris (* 1956), humoristischer Autor, Essayist und Radiomitarbeiter
- Douglas Harry Wheelock (* 1960), Astronaut
- Christine Hill (* 1968), Künstlerin
- John Hollenbeck (* 1968), Jazzschlagzeuger und Komponist
- Thomas Tull (* 1970), Filmproduzent und CEO von Legendary Entertainment
- Bridget Moynahan (* 1971), Schauspielerin
- Alec Dufty (* 1987), Fußballtorwart
- Jerry D’Amigo (* 1991), Eishockeyspieler

## Persönlichkeiten
- Iwan Jermatschenka (1894–1970), belarussischer Politiker, Aktivist und Leiter des Weißruthenischen Selbsthilfewerks, wohnte und verstarb hier im Jahr 1970
- Dena DeRose (* 1966), Jazzmusikerin

## Galerie

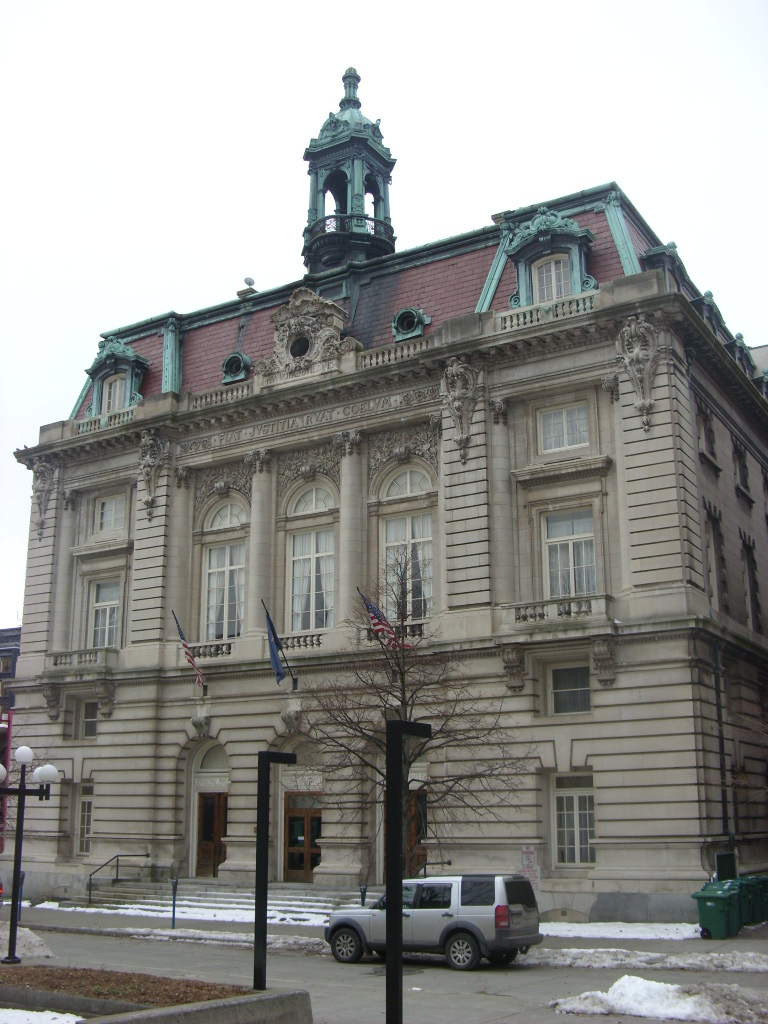
Binghamton City Hall
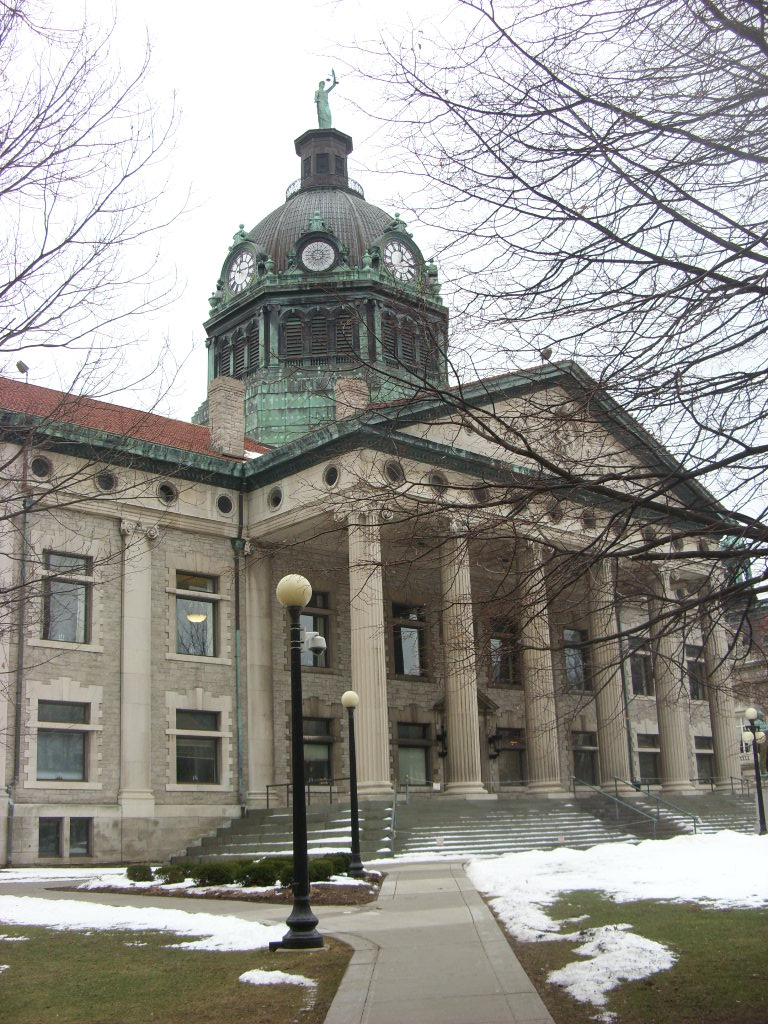
Broome County Courthouse
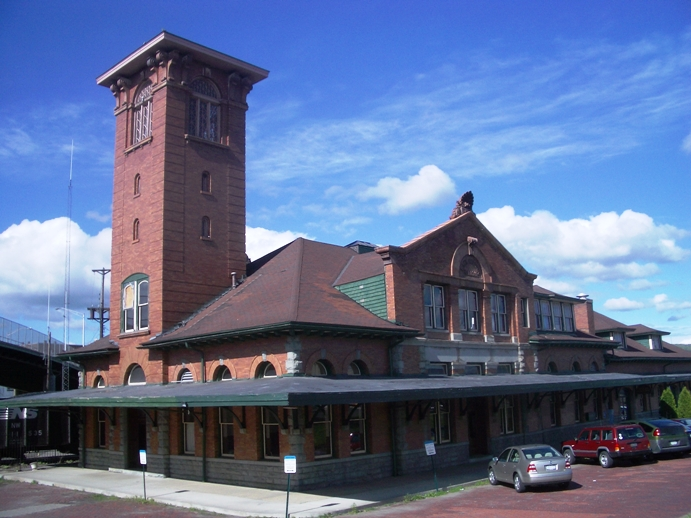
Bahnhof von Binghamton
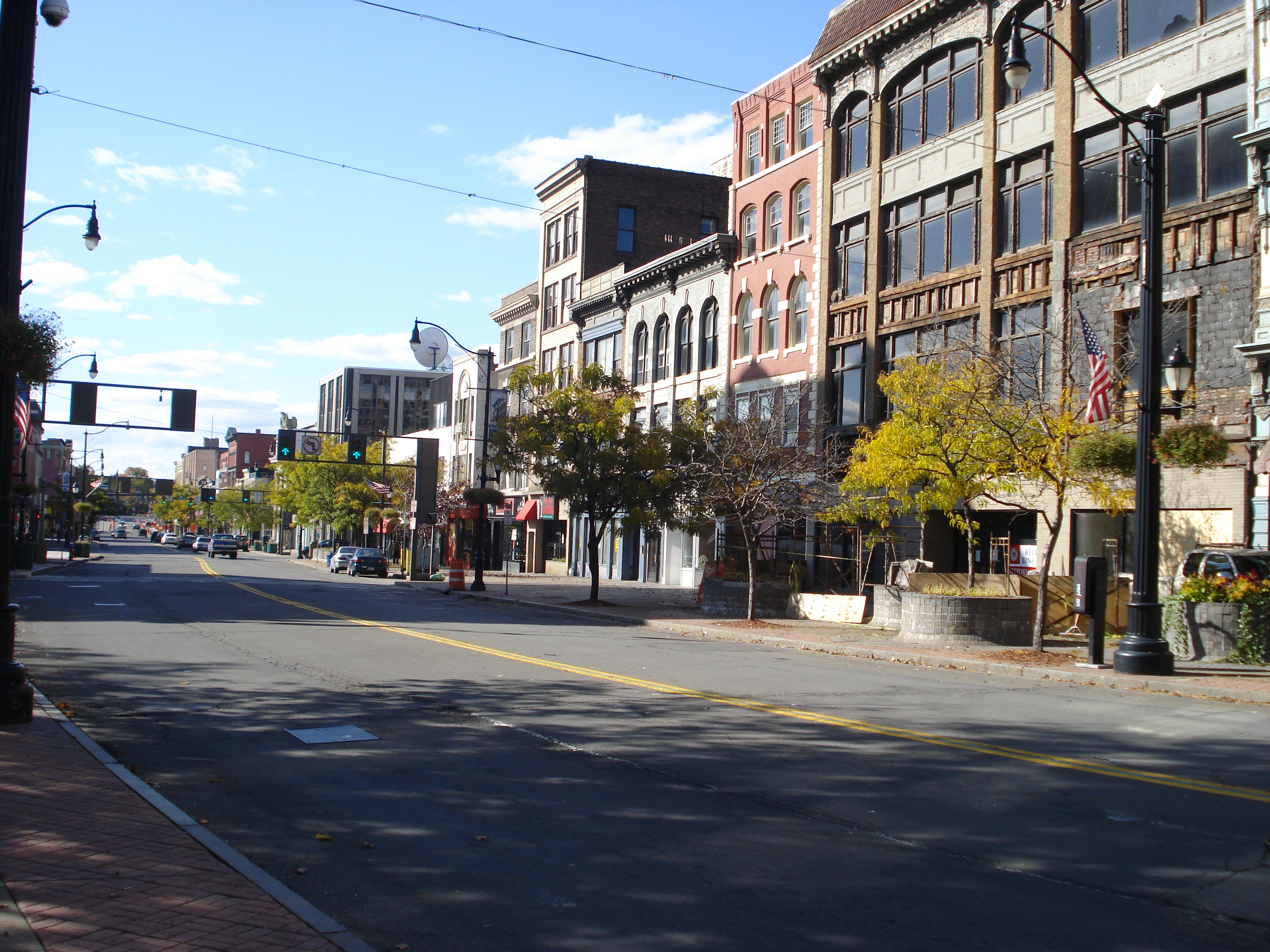
Downtown Binghamton